# Henky Hentschel
Henky Hentschel (* 1940 in Ulm; † 20. August 2012 in Havanna) war ein deutscher Schriftsteller.

## Leben
Henky Hentschel studierte Soziologie und Ethnologie. 1970 war er Mitgründer der Großkommune „Release Heidelberg“, der ersten deutschen Drogenhilfeeinrichtung. Auf der italienischen Insel Elba bewirtschaftete er anschließend 13 Jahre lang einen ökologischen Bauernhof.
Er war als Fernsehautor für das ZDF (für Sendungen wie aspekte, Impulse sowie für Dokumentationen), das WDR Fernsehen und den Süddeutschen Rundfunk tätig, sowie als Printautor für diverse Zeitschriften (zum Beispiel Stern, Spiegel, Playboy, Die Gazette, Tempo, GEO, Merian) sowie verschiedene Tages- und Wochenzeitungen (z. B. Zeit, Süddeutsche Zeitung, Die Woche, Preußische Allgemeine Zeitung) und andere Medien.
Er veröffentlichte zahlreiche Bücher unterschiedlicher Genres, die sich an Kinder, Jugendliche und Erwachsene richten, und in denen er seine Faszination für die Karibik oder auch eigene Lebenserfahrungen als Glücksspieler und Aussteiger verarbeitete.
Henky Hentschel lebte und arbeitete seit 1990 in der Karibik (Guadeloupe und Guatemala) und seit 1994 in Havanna, wo er am 20. August 2012 unter nicht bekannten Umständen verstarb. Er ist auf dem Cementerio Cristóbal Colón in Havanna begraben.
Der Fotograf und Journalist Sven Creutzmann schrieb in seinem Nachruf in der Süddeutschen Zeitung:

„Jetzt, Mitte, Ende der Neunziger, ist Hentschel endlich angekommen. Er lebt, vielleicht als einziger Auslandsdeutscher, wirklich unter den Kubanern und beschreibt dies in brillanten Texten in Büchern und Reportagen. (…) Vorletzte Woche nun hat sich Henky Hentschel unter rätselhaften Umständen endgültig aus dem Staub gemacht, ähnlich wie sein Alter Ego am Ende der „Häutung“. Diesmal nicht unterwegs auf eine neue Karibikinsel, sondern irgendwohin, um dort nach neuem Ärger Ausschau zu halten.“

Hentschel zu Ehren trägt eine Eckkneipe in der Altstadt von Havanna den Namen „Henky’s Bar“.

## Buchveröffentlichungen
- Henky Hentschels 2036, (Roman) Grüne Kraft/Grüner Zweig, Werner Pieper’s MedienXperimente, Löhrbach 1977
- Capoliveri, Dürr, 1982
- Auf dem Zahnfleisch durch Eden: Wohin einer kommt, wenn er geht, Heyne Verlag, München 1984
- Nadelstreifen. Eine Ent-Täuschung mit Rückfällen, (Roman) Heyne, München 1985
- Die Traumtränenmaus, (Kindererzählung) Franckh-Kosmos, 1986, ISBN 978-3-440-05587-8
- Jan Tatlins Drachenjagd, Verlag an der Este, Buxtehude 1990, ISBN 978-3-926616-48-7
- Jajas Klau. Vom Zaubervogel der Karibik, (Roman) Verlag an der Este, Buxtehude 1991, ISBN 978-3-926616-44-9
- Die Häutung, (Roman) Piper, 1994, ISBN 978-3-492-03680-1

Briefe aus Havanna mit Fotos von Armin Neusius
- Hörbuchversion (gekürzt), Hoffmann und Campe, 2007, ISBN 978-3-455-30514-2

- Die Hunde im Schatten des Mandelbaums, Beltz-Verlag, 1996, Einmalige Sonderausg., ISBN 978-3-407-78725-5
- Die Charlies haben die Märchen geklaut, (Kinderroman) Kerle, Freiburg 1997, ISBN 978-3-451-70004-0
- Ramóns Bruder, (Jugendroman) Beltz und Gelberg, 1997, ISBN 978-3-407-78762-0
- (mit Siegmar Münk) Wie das Nashorn zum Horn und die Schlange zur Klapper kam, (Kurzgeschichten) Rowohlt, Reinbek 1998, ISBN 978-3-499-20851-5
- (mit Fotos von Sven Creutzmann) Salsa einer Revolution, Rogner & Bernhard bei Zweitausendeins 1999
- Zock: das Spiel, der Kick, der Absturz, Edition Rauschkunde, Pieper and the Grüne Kraft, Löhrbach 2003, ISBN 978-3-930442-70-6
- Mexikanische Rosskur oder: am Stillen Ozean, Kulturmaschinen, 2009, ISBN 978-3-940274-16-8

## Fernseh-Dokumentationen
- Reisen in die Utopie, über Bewusstseinsdrogen in der Bundesrepublik Deutschland, ausgestrahlt im ZDF am 9. August 1970.[13]

## Auszeichnungen
1991: „Preis der Leseratten“ des ZDF für Jajas Klau